# EJ Woods
EJ Woods (Encino, 20 settembre 1989) è un giocatore di football americano statunitense, che gioca come wide receiver per i Sechenov Phoenix.
Dopo aver giocato per 2 diverse squadre di college è passato in Europa , prima ai finlandesi Vantaan TAFT e poi ai polacchi Warsaw Eagles. Ha tentato l'accesso in CFL, ma è successivamente tornato in Europa agli svizzeri Winterthur Warriors, per poi andare a giocare in Russia in successione ai Moscow Patriots, allo Spartak Moskva e ai Sechenov Phoenix.

## Palmarès
- 1 Black Bowl (2019)